# 元型論
『元型論』（げんけいろん）とは、心理学者のカール・グスタフ・ユングによって1921年に発表された心理学の著作である。

## 概要
1875年に生まれたユングはバーゼル大学医学部で精神医学の専門医を目指した。ユングは1912年にフロイト学派から離れ、独自の観点から心理学的問題に取り組んでおり、本書はその成果の一つである。ユングは当時の心理学の研究は本質的には心、つまり自己についての認識が不足しているという問題意識を持っていた。そこで心理を個別的な意識と無意識の統合化として捉えると同時に、深層心理に存在している普遍的な意識構造を明らかにすることを目指していた。この意識構造がユングの独自の概念である集合的無意識であり、本書で論じられている重要な概念の一つである。
ユングによれば集合的無意識とはフロイトが概念化した個々人の経験によって形成される無意識に対して、人間が先天的に形成している無意識である。この集合的無意識を表現しているものが元型と呼ばれるものであり、これは心理的作用として影響を及ぼす心理的イメージを言う。つまり子供であったとしても、本来的に持っている元型により集合的無意識が備わっており、さまざまな夢想にふけることが可能なのである。子供が好む神話や物語において表現されるモチーフやシンボルなどは心理学的には元型と見なすことができるとユングは考える。
集合的無意識を基礎付ける元型の事例は数多く挙げることができる。例えばアニマという元型をユングは示している。アニマとは女性の象徴として表現される生命の元型であり、これはギリシア神話ではセイレンという女神として、また伝説では人魚やエルフとして描かれる。このアニマという元型が男性の心理に働くことで、現実の女性を理想化する反応が示される。もし男女関係が破綻すれば、男性は投影したアニマを失うことで心理的に損害を受けることになる。このような元型は近代になって心理学が概念化する以前から宗教が表現してきたが、歴史上の宗教改革によってその元型は現実の生活から排除されてしまった。元型によって示した無意識を意識と統合しなければならないとユングは論じている。これは個性化と述べられており、あるべき自己の姿を認めることで自己実現することである。